# Narsarmijit

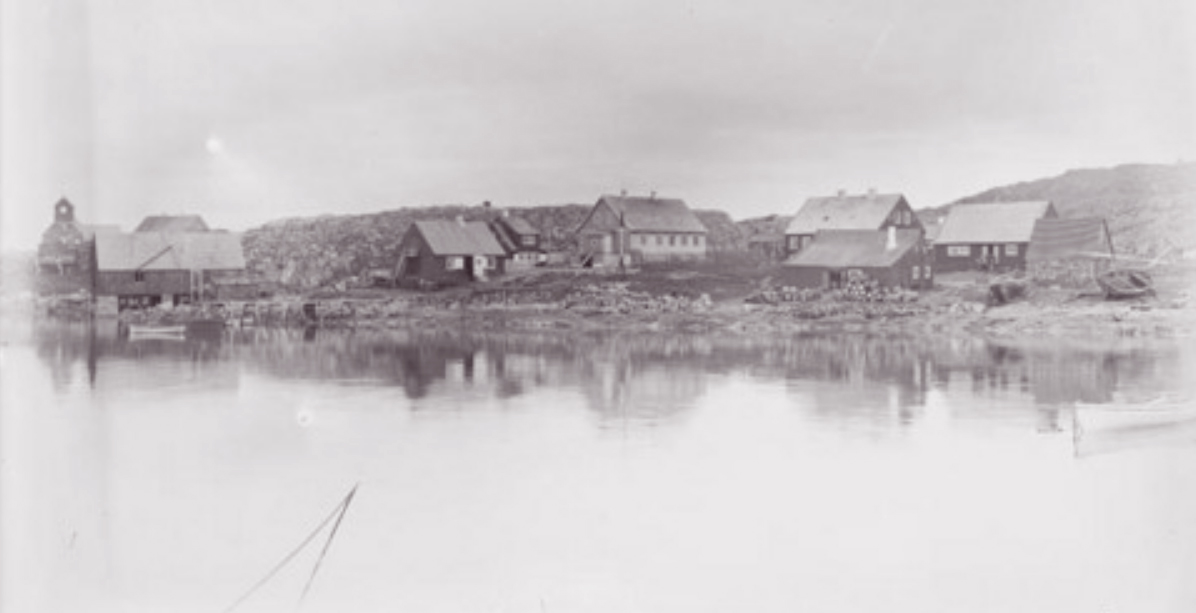

Narsarmijit (danés: Frederiksdal, antiguamente Narsaq Kujalleq) es una localidad en la municipalidad de Kujalleq. Es la localidad más meridional de Groenlandia, a 60°0′N 44°39′O, a 50 km de Uummannarsuaq, punto meridional de Groenlandia. Fue fundada en 1824 por una misión de la Hermandad de Moravia que llamó la localidad como Frederiksdal en honor al rey de Dinamarca Federico VI. Tiene una población de 125 habitantes (en 2005).